# Soja
A soja (nome científico: Glycine max), também conhecida como feijão-soja e feijão-chinês, é uma planta pertence à família Fabaceae, família esta que compreende também plantas como o feijão, a lentilha e a ervilha. É empregada na alimentação humana (sob a forma de óleo de soja, tofu, molho de soja, leite de soja, proteína de soja, soja em grão, etc.) e animal (no preparo de rações). A palavra "soja" vem do japonês shoyu. A planta é originária da China e do Japão. É um grão rico em proteínas. Dentre os sais minerais, os mais presentes são: potássio, cálcio, magnésio, fósforo, cobre e zinco. É fonte de algumas vitaminas do complexo B, como a riboflavina e a niacina, e também em vitamina C (ácido ascórbico). Porém é pobre em vitamina A e não contém vitamina D e B12.
Além destes nutrientes, a soja contém a isoflavona, também chamada de fitoestrógeno, que atua na prevenção de doenças crônico-degenerativas como o câncer de mama, de cólon de útero e de próstata. Sua estrutura química é semelhante ao estrógeno (hormônio feminino) e, por isso, é uma substância capaz de aliviar os efeitos da menopausa e da tensão pré-menstrual.
As propriedades estrógenas também ajudam a reduzir um outro problema causado pela deficiência hormonal: a osteoporose. Na maioria dos alimentos à base de soja, o teor de isoflavonas varia de 100 a 300 miligramas. As fibras dietéticas solúveis e insolúveis presentes na soja contribuem para a manutenção do nível glicêmico e para a melhora da sensibilidade à insulina, e por apresentar baixo índice glicêmico é relevante na prevenção e tratamento de diabetes e obesidade. O grão ainda possui ácido fítico, também chamado de Fitato.
Os fitatos são considerados fatores antinutricionais, pois reduzem a biodisponibilidade no organismo de alguns minerais como cálcio, ferro, magnésio, manganês, cobre e zinco, principalmente. Porém, na última década, estudos demonstraram que os fitatos também atuam como potentes agentes antioxidantes (prevenindo a oxidação ou envelhecimento das células), cumprindo assim uma função importante na redução dos riscos de inúmeras doenças crônicas e degenerativas, como alguns tipos de câncer e artrites. O teor de fitatos na soja varia de 1,5% da composição do grão, no feijão de 2,5% e nos farelos como o de trigo e o arroz esta entre 4,5%.
Entretanto, ele é neutralizado por aquecimento, tanto cozinhando em casa, como por meio dos processos industriais (processo UHT), resultando em preparações adequadas para o consumo humano. Portanto, bebidas à base de soja, não possuem fatores antinutricionais, podendo ser consumidos com segurança. O óleo de soja é o mais utilizado pela população mundial no preparo de alimentos. Outros produtos derivados da soja incluem bebidas a base de soja, óleos, farinha, molho de soja, sabão, cosméticos, resinas, tintas, solventes e biodiesel.

## Valor nutricional
A soja é considerada uma fonte de proteína completa (ver: Fibra proteica de soja), isto é, contém quantidades significativas da maioria dos aminoácidos essenciais que devem ser providos ao corpo humano através de fontes externas, por causa de sua inabilidade para sintetizá-los.
Como ilustração do poder nutritivo da soja, saliente-se o fato de que ela é o único alimento proteico fornecido por organizações humanitárias a africanos famélicos. Com uma alimentação exclusivamente baseada em soja, alegadamente, crianças à beira da morte terão recuperado parte do seu peso. Esse fenômeno terá, alegadamente, ocorrido nas crises humanitárias de Biafra (Década de 1970), Etiópia (Década de 1980) e Somália (Década de 1990). [carece de fontes?]
Garcia (2008) realizou um experimento com extrato hidrossolúvel de soja, EHS, que é um produto de elevado valor nutricional, com alto teor proteico. Como o teor de cálcio no EHS é baixo, faz-se interessante a adição desse mineral, a fim de melhorar o valor nutricional do produto. O enriquecimento do EHS com cálcio tem sido uma tarefa difícil, pois os sais desse mineral podem promover coagulação das proteínas da leguminosa, desestabilizando a emulsão. A análise da estabilidade da emulsão é uma ferramenta de grande importância no desenvolvimento de novos produtos.
Primeiramente, determinou-se a estabilidade das emulsões de EHS de quatro marcas comerciais, através da quantificação do tamanho das micelas. A série de imagens obtidas em microscopiaótica das emulsões foi analisada, empregando-se operações morfológicas para remoção de ruídos e binarização das imagens com posterior quantificação da quantidade de micelas e da área de cada micela.
Em sequência, uma amostra de EHS orgânico foi enriquecida com cálcio e vitaminas C e D, segundo um planejamento fatorial 23. A análise da perda da estabilidade seguiu os mesmos critérios da análise preliminar, tendo sido feita também a análise reológica dos EHS estudados. O enriquecimento do EHS mostrou ser um processo viável, uma vez que a perda na estabilidade foi pequena em relação ao EHS não enriquecido.
O enriquecimento recomendado foi aquele com 15% de cálcio, 15% de vitamina C e 30% de vitamina D.

## Benefícios da soja
Nos últimos 15 anos, os alimentos a base de soja tornaram-se populares nos países não asiáticos devido aos benefícios à saúde associados ao seu consumo, como diminuição do colesterol, tratamento dos sintomas da menopausa, prevenção da osteoporose, manutenção do peso corporal, entre outros.
A soja oferece aspectos vantajosos, tanto em relação aos alimentos de origem animal como aos outros grãos integrantes do grupo das leguminosas, como o feijão e a lentilha. Isso porque, diferente de outros alimentos vegetais, é o único de seu grupo que contém proteína de alto valor biológico, assim como a proteína animal. A composição da proteína de soja inclui alto teor de gorduras boas (mono e poli-insaturadas), baixo teor de gordura ruim (saturada) e isenção de colesterol. Desta maneira, a American Heart Association considera a soja um alimento com bom perfil nutricional, e benéfico para a saúde cardíaca.
Quando comparada com outras leguminosas, como feijão e lentilha, a soja apresenta mais proteínas e gorduras boas (mono e poli-insaturadas). Uma das variedades da soja é a soja preta, muito comum na Ásia. A soja preta é igual à amarela por dentro, se distinguindo apenas pela casca (epicarpo) escura que recobre o grão. E é nessa proteção que reside boa parte das novidades da soja preta para a nossa saúde. Sua casca escura possui antocianinas, um fotoquímico com ação antioxidante. As antocianinas (das palavras gregas antho = flor e kianos = azul) são as responsáveis pela maioria das cores azul, violeta e todas as tonalidades de vermelho que aparecem em frutas, folhas e raízes de plantas. Apesar de ser largamente disseminada na natureza, são poucas as fontes comercialmente utilizáveis (vinho e suco de uva). Dentre suas propriedades benéficas, destaca-se seu efeito anticarcinogênico, antioxidante e antiviral. Por não ser muito diferente da soja que já conhecemos, sua recomendação de consumo diária é a mesma - duas colheres de sopa por dia (em torno de 25 gramas), aproximadamente. A soja preta pode ser utilizada em grãos, cozida, em sopas e saladas ou em farinha que pode ser adicionada a iogurtes, vitaminas e pães.

### Transgênese
A soja é uma das plantações que estão sendo geneticamente modificadas em larga escala, e a soja transgênica está sendo utilizada em um número crescente de produtos. Atualmente, 85% de toda a soja cultivada no Brasil é transgênica. Nos Estados Unidos, essa percentagem é superior a 90%. No Brasil, a empresa Monsanto controla o mercado de soja transgênica. É grande a polêmica sobre a soja transgênica: os seus defensores alegam que é um recurso tecnológico que aumentará a produção agrícola, enquanto que seus críticos alegam que ela poderá reduzir a diversidade dos alimentos.

## Beneficiamento
O processo de beneficiamento da soja inicia-se com o esmagamento dos grãos, no qual basicamente se separa o óleo bruto (aproximadamente 20% do conteúdo do grão) do farelo, utilizado largamente como ração animal. O óleo bruto passa por um processo de refino até assumir propriedades ideais ao consumo como óleo comestível.

## Composição química
Composição do grão da soja:
- 30 a 34% de carboidratos;
- Entre 18 e 20% de lipídios, dos quais 23% são ácidos graxos monoinsaturados, 58% poli-insaturados e 15% saturados;
- 40 a 45% de proteína.

Silva et al. (2006) avaliaram a composição química e o valor proteico do resíduo de soja, subproduto do processo de extração do óleo de soja. A composição centesimal, o valor energético e o perfil de aminoácidos do
Ratos Wistar machos, recém-desmamados (n = 24), distribuídos em quatro grupos, foram alimentados por resíduo e do grão de soja foram determinados. O valor proteico foi avaliado mediante índices biológicos.dez dias com rações contendo 10% de proteína (resíduo de soja, soja integral, caseína –controle) ou com ração aproteica. O resíduo apresentou maior conteúdo proteico (47%) e menor teor energético (334 quilocalorias por 100 gramas) em relação ao grão de soja (40% e 452 quilocalorias por 100 gramas, respectivamente), além de perfil de aminoácidos essenciais com escore de 101% em relação ao padrão de referência e digestibilidade proteica de 88%.
Segundo os índices RNPR (Relative Net Protein Ratio) e PDCAAS (escore de aminoácidos corrigido pela digestibilidade), a qualidade da proteína do resíduo de soja é similar à do grão integral (valores proteicos de 87% e 85%, respectivamente). O resíduo de soja é fonte de carboidratos, minerais, fibras e proteína de qualidade nutricional adequada, apresentando vantagens em relação à soja integral tais como menor teor energético e maior concentração proteica.

## Produção

### Mundo

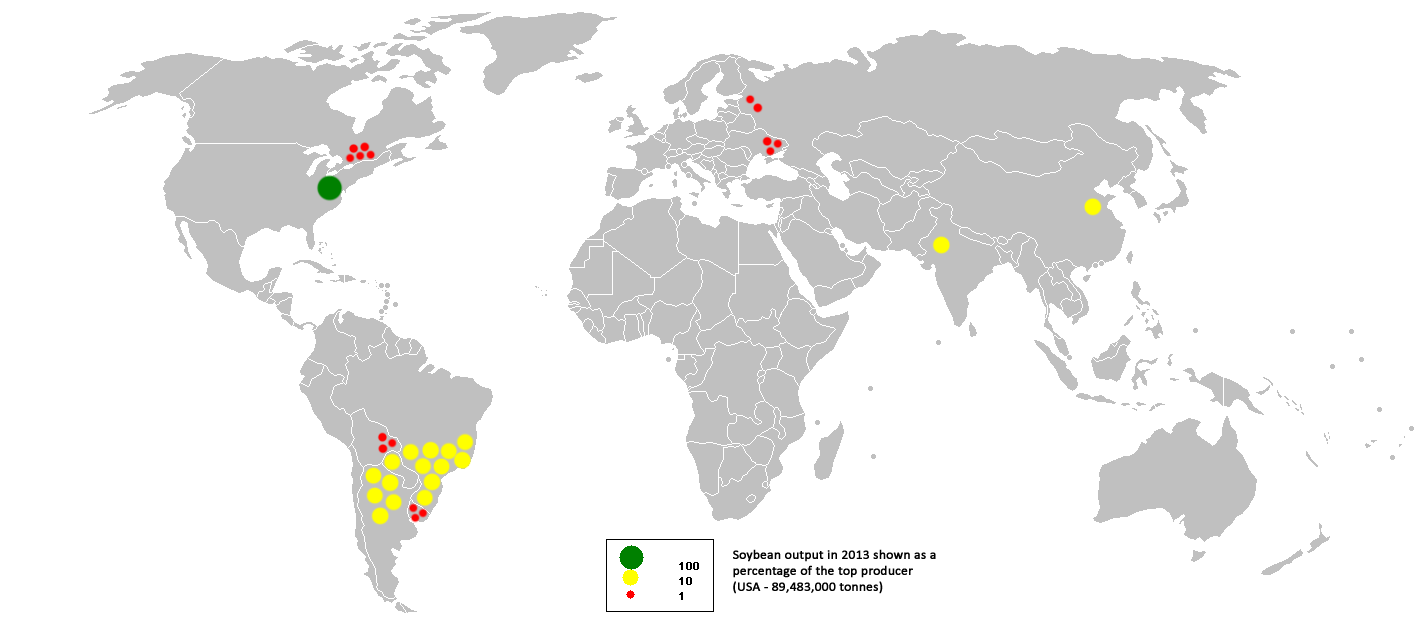
Produção de soja no mundo em 2013: o principal centro está em verde, sendo seguido pelos centros em amarelo e em vermelho

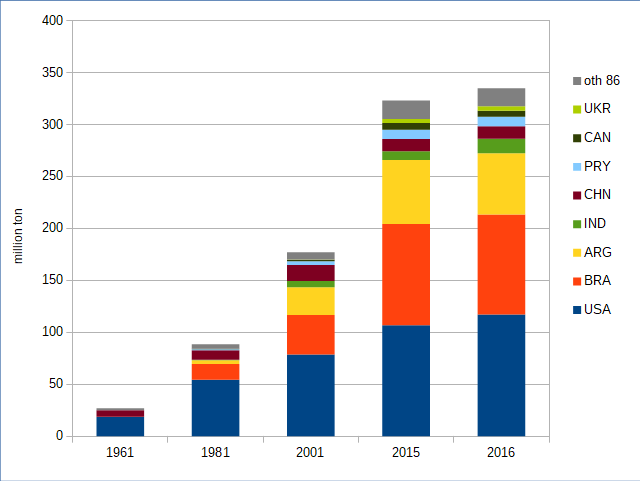
Produção de soja (1961 - 2016)
Código país; ISO 3166-1, oth 86; 86 outros países
Os 8 principais países produziram 94,82% em 2016.

Os maiores produtores de soja do mundo, segundo dados de 2010, eram os Estados Unidos (35%), seguido do Brasil (27%), Argentina (19%), República Popular da China (6%) e Índia (4%). A produção mundial de soja em 2010 foi de 258,4 milhões de toneladas.
| País                                     | Produção em 2019 (toneladas anuais) |
| ---------------------------------------- | ----------------------------------- |
| Brasil                                   | 114.269.392                         |
| Estados Unidos                           | 96.793.180                          |
| Argentina                                | 55.263.891                          |
| China                                    | 15.724.000                          |
| Índia                                    | 13.267.520                          |
| Paraguai                                 | 8.520.350                           |
| Canadá                                   | 6.045.100                           |
| Rússia                                   | 4.359.956                           |
| Ucrânia                                  | 3.698.710                           |
| Bolívia                                  | 2.990.845                           |
| Total mundial                            | 320.932.944                         |
| Fonte: Food and Agriculture Organization |                                     |

### Brasil
No Brasil, até o século XIX, a soja era plantada na Bahia, em pequena escala. Sua disseminação em larga escala pelo Brasil se deu posteriormente, graças aos imigrantes japoneses.
Em 2019, a Empresa Brasileira de Pesquisa Agropecuária (EMBRAPA), em colaboração com a Fundação Triângulo e a Empresa de Pesquisa Agropecuária de Minas Gerais (EPAMIG), desenvolveu uma nova variedade de soja preta, denominada BRSMG 715A. A variedade BRSMG 715A é mais rica em proteínas que o feijão, sendo de mais fácil preparo, apresentando sabor mais agradável.
A Região Centro-Oeste é responsável por quase metade da produção brasileira, sendo que, juntamente com a Região sul do Brasil, responde por mais de 80% da produção brasileira do grão (aproximadamente 74 milhões de toneladas), como verifica-se no seguinte quadro:
| Região | Safra 2010 (t) | Safra 2011 (t) | Participação na Safra 2011 | Variação entre Safras |
| --- | -------------- | -------------- | -------------------------- | --------------------- |
| Centro-oeste | 31 609 385     | 33 740 408     | 45,1%                      | 6,7%                  |
| Sul | 25 684 674     | 28 550 226     | 38,2%                      | 11,2%                 |
| Sudeste | 4 298 084      | 4 446 137      | 5,9%                       | 3,4%                  |
| Nordeste | 5 303 785      | 6 230 164      | 8,3%                       | 17,5%                 |
| Norte | 1 622 810      | 1 862 448      | 2,5%                       | 14,8%                 |
| Brasil | 68 518 738     | 74 829 383     | 100,0%                     | 9,2%                  |
| Produção de Cereais, Leguminosas e Oleaginosas - Comparação entre as Safras 2010 e 2011 - Brasil e Grandes Regiões. |                |                |                            |                       |

Na safra de 2010, os detentores das maiores parcelas da produção brasileira foram, nessa ordem, Mato Grosso, Paraná, Rio Grande do Sul, Goiás, Mato Grosso do Sul, Bahia e Minas Gerais, respondendo juntos por mais de 80% da produção nacional. O estado de Mato Grosso isoladamente produziu mais de 27% de toda a produção de soja do país.
| Posição                                                                | Unidade da Federação | Safra 2010 (t) | Participação em 2010 |
| 1                                                                      | Mato Grosso          | 18 787 783     | 27,33%               |
| 2                                                                      | Paraná               | 14 091 829     | 20,50%               |
| 3                                                                      | Rio Grande do Sul    | 10 480 026     | 15,24%               |
| 4                                                                      | Goiás                | 7 252 926      | 10,55%               |
| 5                                                                      | Mato Grosso do Sul   | 5 340 462      | 7,77%                |
| 6                                                                      | Bahia                | 3 112 929      | 4,53%                |
| 7                                                                      | Minas Gerais         | 2 902 464      | 4,22%                |
| 8                                                                      | São Paulo            | 1 412 934      | 2,05%                |
| 9                                                                      | Santa Catarina       | 1 378 532      | 2,00%                |
| 10                                                                     | Maranhão             | 1 322 363      | 1,92%                |
| 11                                                                     | Tocantins            | 991 326        | 1,44%                |
| 12                                                                     | Piauí                | 868 493        | 1,26%                |
| 13                                                                     | Rondônia             | 385 388        | 0,56%                |
| 14                                                                     | Pará                 | 243 616        | 0,35%                |
| 15                                                                     | Distrito Federal     | 177 065        | 0,26%                |
| 16                                                                     | Roraima              | 3 920          | 0,01%                |
| 17                                                                     | Ceará                | 3 417          | 0,00%                |
| 18                                                                     | Amazonas             | 540            | 0,00%                |
| 19                                                                     | Acre                 | 330            | 0,00%                |
| n/a                                                                    | Brasil               | 68 756 343     | 100,00%              |
| Produção da cultura de soja nas unidades federativas do Brasil em 2010 |                      |                |                      |

Na safra de 2010, o principal município produtor foi Sorriso, que respondeu sozinho por mais de 2,5% da produção nacional:
| Município                                                               | Posição | Safra 2010 (t) | Participação em 2010 |
| Sorriso - MT                                                            | 1       | 1 814 400      | 2,64%                |
| Sapezal - MT                                                            | 2       | 1 085 521      | 1,58%                |
| Nova Mutum - MT                                                         | 3       | 1 039 200      | 1,51%                |
| Campo Novo do Parecis - MT                                              | 4       | 1 006 135      | 1,46%                |
| Formosa do Rio Preto - BA                                               | 5       | 889 958        | 1,29%                |
| Diamantino - MT                                                         | 6       | 867 948        | 1,26%                |
| Nova Ubiratã - MT                                                       | 7       | 786 218        | 1,14%                |
| Rio Verde - GO                                                          | 8       | 768 500        | 1,12%                |
| Lucas do Rio Verde - MT                                                 | 9       | 756 648        | 1,10%                |
| São Desidério - BA                                                      | 10      | 738 990        | 1,07%                |
| Querência - MT                                                          | 11      | 709 500        | 1,03%                |
| Primavera do Leste - MT                                                 | 12      | 703 188        | 1,02%                |
| Jataí - GO                                                              | 13      | 642 600        | 0,93%                |
| Itiquira - MT                                                           | 14      | 600 000        | 0,87%                |
| Maracaju - MS                                                           | 15      | 583 440        | 0,85%                |
| Cristalina - GO                                                         | 16      | 552 000        | 0,80%                |
| Ipiranga do Norte - MT                                                  | 17      | 535 020        | 0,78%                |
| Campo Verde - MT                                                        | 18      | 506 002        | 0,74%                |
| Ponta Porã - MS                                                         | 19      | 468 000        | 0,68%                |
| Campos de Júlio - MT                                                    | 20      | 456 936        | 0,66%                |
| Dourados - MS                                                           | 21      | 436 800        | 0,64%                |
| Brasnorte - MT                                                          | 22      | 421 492        | 0,61%                |
| Santa Rita do Trivelato - MT                                            | 23      | 413 100        | 0,60%                |
| Luís Eduardo Magalhães - BA                                             | 24      | 400 554        | 0,58%                |
| Santo Antônio do Leste - MT                                             | 25      | 390 308        | 0,57%                |
| Balsas - MA                                                             | 26      | 376 524        | 0,55%                |
| Tapurah - MT                                                            | 27      | 372 477        | 0,54%                |
| Chapadão do Céu - GO                                                    | 28      | 363 000        | 0,53%                |
| Tupanciretã - RS                                                        | 29      | 361 200        | 0,53%                |
| Vera - MT                                                               | 30      | 360 720        | 0,52%                |
| Brasil                                                                  | n/a     | 68 756 343     | 100,00%              |
| Produção da cultura de soja nos 30 maiores produtores do Brasil em 2010 |         |                |                      |

O Brasil tem nas commodities com a soja, um dos principais produtos da exportação. Entretanto, a cadeia logística da soja para ser exportada tem barreiras que dificultam e encarecem o seu valor devido a infraestrutura deficitária no país.

## Nódulos radiculares
Os nódulos radiculares são associações simbióticas entre bactérias e raízes de plantas superiores. A planta proporciona à bactéria compostos orgânicos como fonte de energia e um entorno protetor, e recebe em troca nitrogênio. Esse nitrogênio é fixado do ar, dinitrogênio, transformado em amônia e em seguida em outras formas tanto pelas bactérias como pelas plantas. Nitrogênio é um macronutriente fundamental aos seres vivos, como por exemplo, sendo componente das proteínas.
Esse processo se chama fixação biológica de nitrogênio, ou FBN, e apresenta grandes vantagens ambientais. Além disso, Brasil é líder mundial no uso desse processo biológico na agricultura. Enquanto países como os Estados Unidos usam bilhões de dólares dos Estados Unidos por ano em fertilizantes nitrogenados, que podem gerar vários danos ambientais, o Brasil usa 100% da sua área de soja com FBN, resultando em uma economia estimada de US$ 1 bilhão por ano ao país.
A simbiose entre cada espécie de leguminosa e bactéria é específica. Por exemplo,Glycine max, a soja, associa-se com bactéria do genêro Bradyrhizobium, comoBradyrhizobium japonicum e Bradyrhizobium elkani. Os rizóbios (bactérias) entram nos pêlos radiculares, os quais se deformam, formando os nódulos, onde ocorre a FBN.
A simbiose é um processo complexo, resultado de uma intensa troca de sinais moleculares entre planta e bactéria. Após "autorizar" a simbiose a planta permite que a bactéria degrade a parede celular do pêlo radicular e penetre por ele; o crescimento do pelo radicular é alterado, e forma-se, para dentro, uma estrutura tubular chamada cordão de infecção, ou hebra.
A hebra dirige-se à base da raiz, e através das paredes celulares vai ao interior do córtex. As bactérias induzem a divisão celular nas células corticais, que se tornam meristemáticas, com alto poder de divisão celular. Quando os rizóbios são liberados das hebras de infecção e penetram nas células radiculares, ficam envoltos por invaginações da membrana plasmática dos pêlos radiculares. Devido à contínua proliferação de bacteroides (rizóbios que crescem dentro das células vegetais em íntima simbiose) e células corticais, formam-se os crescimentos tumorais que constituem os nódulos (Raven, 2003).
É nesses nódulos que ocorre a FBN, resultando em imensa economia de fertilizantes nitrogenados, e consequentes benefícios econômicos e ambientais para as lavouras de soja.

## Avaliação sensorial de preparações com soja
A soja é considerada alimento de alto valor nutritivo e de grande importância na alimentação humana. O extrato hidrossolúvel de soja, de bom valor nutritivo, apresenta aspecto semelhante ao do leite de vaca. A adição de polpa de fruto a esse extrato minimiza a sensação, por vezes desagradável, da soja pura, bem como enriquece o valor vitamínico do produto obtido. O consumo de frutos e hortaliças aumenta ano após ano devido tanto ao alto valor nutritivo que eles encerram bem como aos efeitos terapêuticos que eles promovem no homem.
As dietas ricas em vegetais têm sido associadas à redução e prevenção de várias doenças crônicas cardiovasculares e cancerígenas. A celulose presente nos vegetais estimula o peristaltismo intestinal, promovendo o funcionamento regular dos intestinos. Os fotoquímicos encontrados em frutos, hortaliças e alguns tipos de raízes, ao serem ingeridos diariamente, são capazes de modificar o metabolismo humano de maneira favorável à prevenção do câncer e a outros tipos de doenças degenerativas.
Em 2008, iniciou-se um projeto com pacientes de enfermarias e ambulatórios e gestantes atendidos pela Divisão de Nutrição do Hospital Universitário Gaffrée e Guinle da Universidade Federal do Estado do Rio de Janeiro. Em dezembro de 2009, os idosos do Grupo Renascer, frequentadores do Centro Multidisciplinar de Pesquisa e Extensão sobre o Envelhecimento do hospital, passaram a participar do projeto também.
Os objetivos do projeto eram levar, a pacientes e idosos, preparações formuladas com soja, frutos, hortaliças e raízes; verificar qual a opinião de cada provador sobre a preparação; e explicar os benefícios do consumo desses alimentos para a melhoria do estado de saúde deles. Durante 2010, pacientes enfermos e ambulatoriais e gestantes provaram bebida de soja, laranja, abóbora e beterraba e idosos provaram bebida de soja, maracujá, couve e gengibre. Entre os idosos prevaleceram o sexo feminino e a faixa etária de 70 a 79 anos. Quarenta e nove idosos apresentaram sobrepeso e vinte foram considerados obesos. A grande maioria deles apresentava algum tipo de doença crônica. Sessenta e cinco por cento dos idosos afirmaram que não apreciavam bebida de soja pura, popularmente tratada por "leite de soja".
Ambos os tipos de bebidas conseguiram agradar mais de 60% dos provadores. As presenças da abóbora e do gengibre nas bebidas representaram uma inovação para eles. A palestra "Tópicos em Alimentos e Nutrição" foi apresentada para os idosos, no dia 14 de outubro, em comemoração à Semana Mundial da Alimentação. Os resultados alcançados nesses trabalhos foram considerados bons junto a esses provadores, sinalizando que a execução do projeto deve prosseguir.

## Extrato de soja x proteína isolada da soja

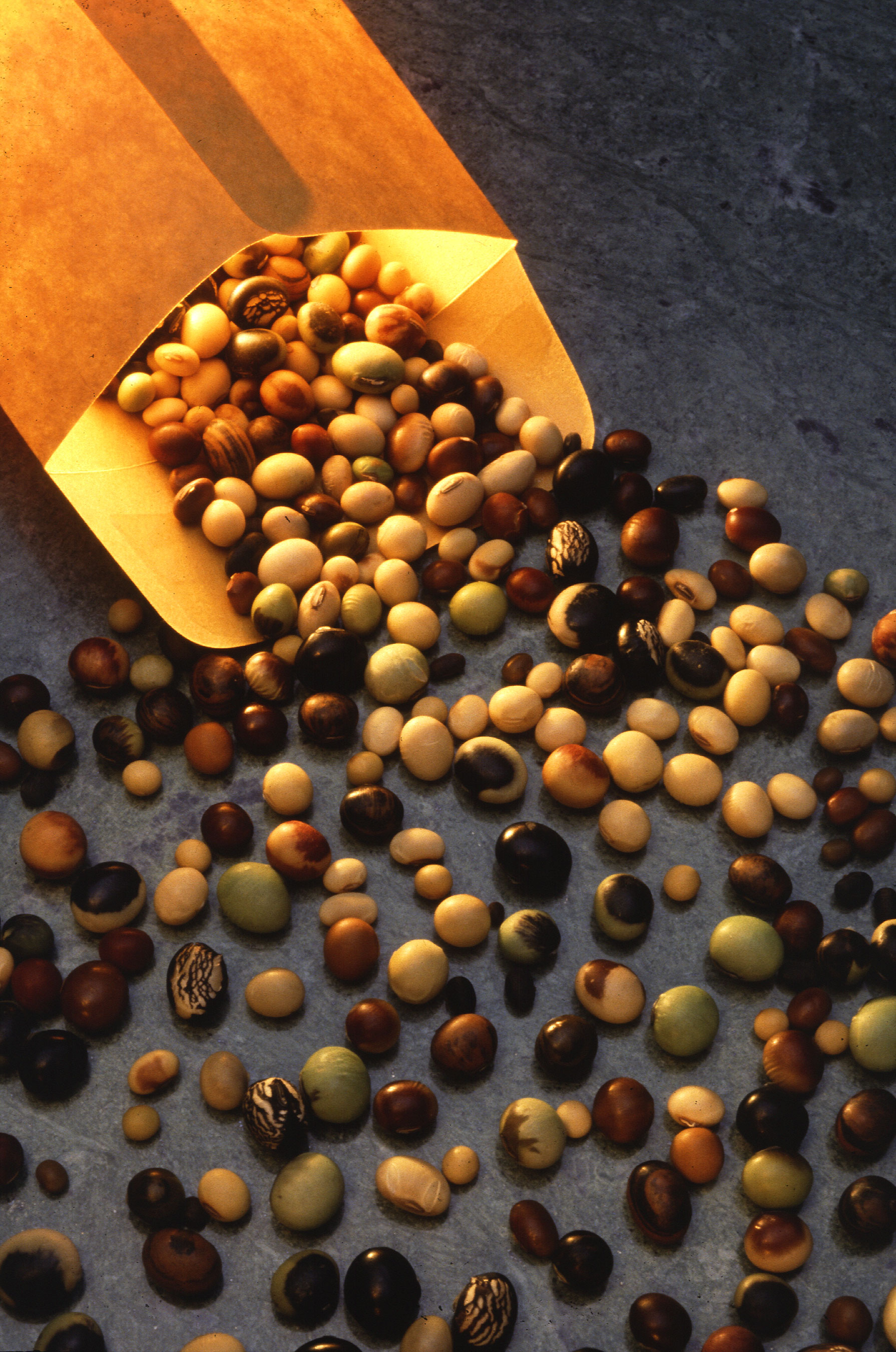
Variedades da soja.

O extrato de soja é o produto obtido a partir da moagem dos grãos de soja com água. Desta forma, o extrato de soja preserva, além da proteína, parte dos carboidratos solúveis, gorduras insaturadas (como a lecitina de soja), vitaminas e minerais presentes na soja. Já a proteína isolada da soja é produzida através de um processo em que são removidos os lipídeos e os componentes não digeríveis dos grãos. Dependendo do processo utilizado, a proteína pode estar na forma isolada, concentrada ou como farinha, sendo então transformada em proteína de soja texturizada ou proteína vegetal texturizada, utilizadas na fabricação de carnes vegetais ou outros alimentos. Além dos alimentos que utilizam a própria proteína de soja como ingrediente, outras fontes dessa proteína são os alimentos preparados a partir do grão da soja tais como tofu, farinha (kinako), leite e iogurte de soja. Os alimentos preparados a partir da proteína ou do grão de soja podem substituir parcialmente a proteína animal.

Apesar de conter maior quantidade de proteína do que o extrato, por ser concentrado, o isolado proteico de soja geralmente é diluído para o consumo. Desta forma, o produto final oferece quantidade de proteínas similares ao do extrato por porção. Por isso, é muito importante observar a embalagem e a tabela nutricional dos alimentos no momento da compra. Por exemplo, os produtos da linha AdeS Original fornecem 25 gramas de proteína de soja por litro, ou seja, 5 gramas para cada copo de 200 mililitros.

## Riscos para a saúde
A soja, como todo alimento de origem vegetal, possui substâncias que atuam como mecanismos de autodefesa contra seus predadores, como o ácido fítico e a lecitina. Do ponto de vista nutricional, tais substâncias são denominadas como antinutrientes, pois impedem que o organismo absorva os nutrientes contidos no grão.

### Ácido fítico
O ácido fítico, ou fitato, é uma substância encontrada exclusivamente em alimentos de origem vegetal, sobretudo em grãos como a soja. Sua ingestão pode inibir a absorção de minerais como cálcio, zinco, manganês e, sobretudo, ferro, que tem sua biodisponibilidade seriamente comprometida. A inibição ocorre mesmo em alimentos que são genetica e/ou artificialmente fortificados com ferro. Para reduzir o nível de ácido fítico do alimento e, consequentemente, aumentar a biodisponibilidade do ferro nele encontrado, uma alternativa é deixar o alimento de molho por, pelo menos, quatro horas ou fermentá-lo.

### Fitoestrogênios
Os fitoestrogênios são substâncias contidas em algumas plantas, sobretudo em soja, e que são, estruturalmente e funcionalmente, similares ao hormônio feminino estrogênio. Embora exista a crença de que o fitoestrogênio possa comprometer a saúde masculina, devido à sua similaridade com o hormônio feminino, múltiplas pesquisas apontam que não há correlação entre consumo de soja e alterações dos níveis de testosterona, SHGB e estrogênio.

#### PIS e testosterona
Em estudo clínico randomizado controlado no qual se aplicou suplementação com proteína isolada de soja (PIS), por 28 dias, em homens acima de 18 anos, foi constatada a redução do hormônio testosterona. Porém, este estudo contém falhas metodológicas, e não há evidência científica suficiente para concluir que a soja causa alterações hormonais em humanos.

## Cultivo

### Desmatamento da Amazônia
O cultivo da soja é apontado como uma das grandes causas do desmatamento da Floresta Amazônica. Além disso, também está relacionado a grilagem de terras e violência contra as comunidades locais, por conta de áreas com problemas cartorários e invasões de áreas produtoras escrituradas e documentadas.
Contudo as áreas de produção de soja vigoram entres as que apresentam maiores percentagens de reservas florestais e áreas de preservação conforme código florestal vigente.